# كابتن كيد (فلم)
الكابتن كيد (بالإنجليزية: Captain Kidd) هو فيلم أبيض وأسود مغامرات أمريكي صدر عام 1945 إخراج رولاند في. لي، وكان آخر فيلم له قبل تقاعده، بطولة تشارلز لوتون وراندولف سكوت وباربرا بريتون. تدور أحداثه حول القرصان البريطاني ويليام كيد بالاستيلاء على سفينة الكنز التابعة للأدميرال بلين واخفاءه الكنز في كهف.
تم إنتاج الفيلم من قبل بينيديكت بوجيوس. وتأليف الموسيقى بواسطة فيرنر جانسن. تم إصدار الفيلم بواسطة يونايتد آرتيست. أصبح الفيلم يندرج ضمن ملكية عامة لأن المنتجين أهملوا تجديد حقوق النشر في عام 1972، أشار نيكيتا خروشوف في مذكراته إلى أن هذا كان أحد أفلام جوزيف ستالين المفضلة، وأن ستالين كان يتعاطف مع القبطان المشاغب.

## طاقم التمثيل
- تشارلز لوتون بدور الكابتن ويليام كيد
- راندولف سكوت بدور آدم ميرسي
- باربرا بريتون بدور الليدي آن دنستان
- جون كارادين بدور أورانج بوفي
- جيلبرت رولاند بدور خوسيه لورينزو
- جون كوالين بدور بارثولوميو بليفينز
- شيلدون ليونارد بدور سيبريان بويل
- ويليام فارنوم بدور الكابتن روسون
- هنري دانييل بدور الملك ويليام الثالث
- ريجينالد أوين بدور كاري شادويل
- أبنر بيبرمان بدور ثيودور بليدز (غير مذكور)
- هاري كوردينج بدور حارس سجن نيوجيت
- راي تيل بدور مايكل أوشون (غير مذكور)
- فريدريك وورلوك بدور لانديرز، حاكم سجن نيوجيت (غير مذكور في القائمة)

## روابط خارجية
- كابتن كيد  في قاعدة بيانات الأفلام على الإنترنت (بالإنجليزية)
- كابتن كيد على موقع أول موفي.
- كابتن كيد (فلم) في قاعدة بيانات تيرنر كلاسيك موفيز للأفلام.
- كابتن كيد على فهرس معهد الفيلم الأمريكي